# 엘런 바닌 축구팀

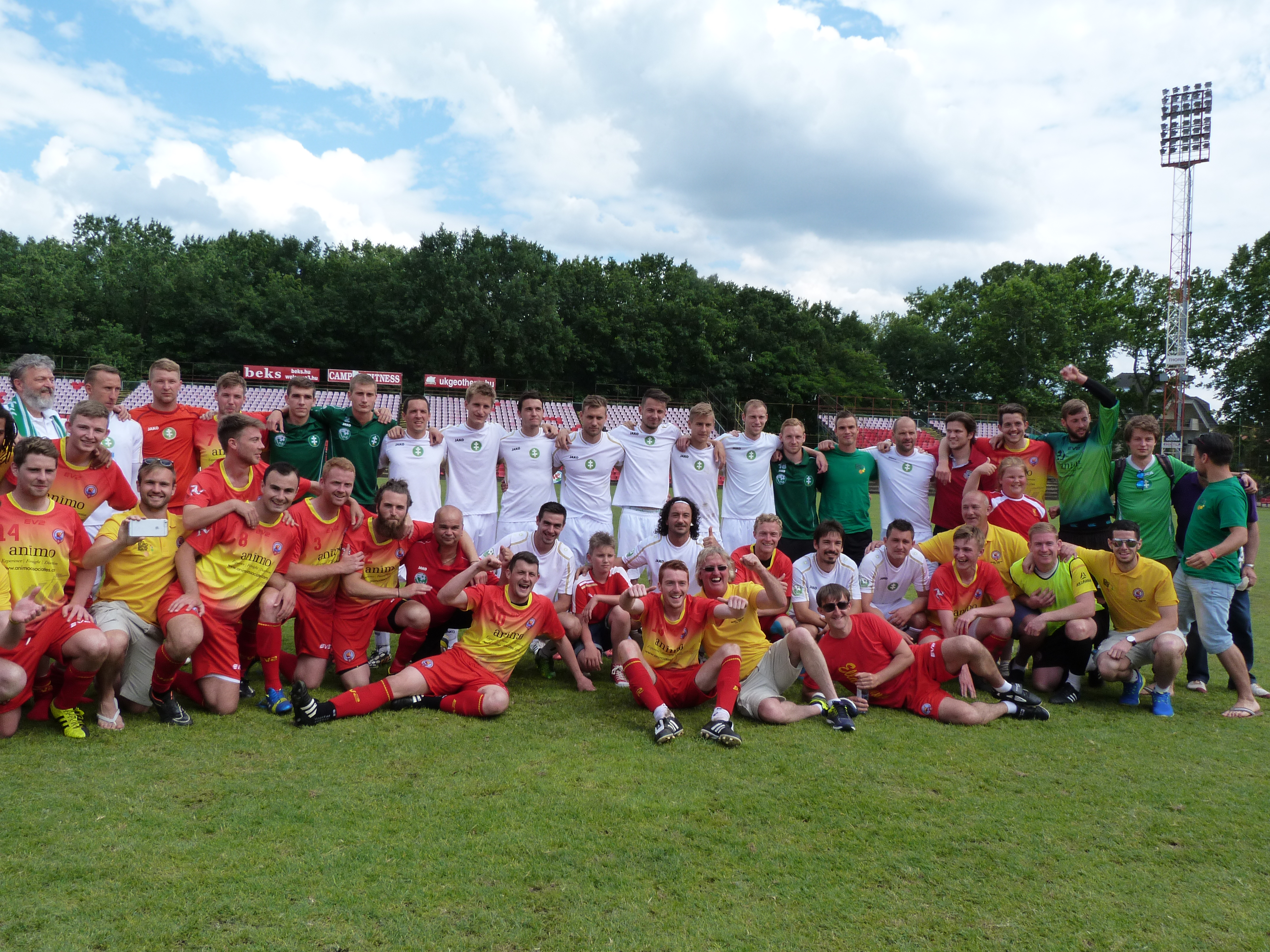

엘런 바닌 축구팀은 맨섬을 대표하는 축구팀이다. 맨섬 축구 리그 소속을 기준으로 뽑는 맨섬 공식 축구팀과 달리 맨섬과 출신 면에서 연고가 있어 맨섬 사람으로 볼 수 있는 사람만 선수가 될 수 있다.